# مارثا غرينبلات
مارثا غرينبلات (بالإنجليزية: Martha Greenblatt)‏ هي كيميائية أمريكية، ولدت في 1941.